# 横浜市登録地域文化財
横浜市登録地域文化財（よこはましとうろくちいきぶんかざい）は、横浜市文化財保護条例第6章（第45条～第49条）の規定によって横浜市が独自に施行する登録文化財保護制度の一つである。

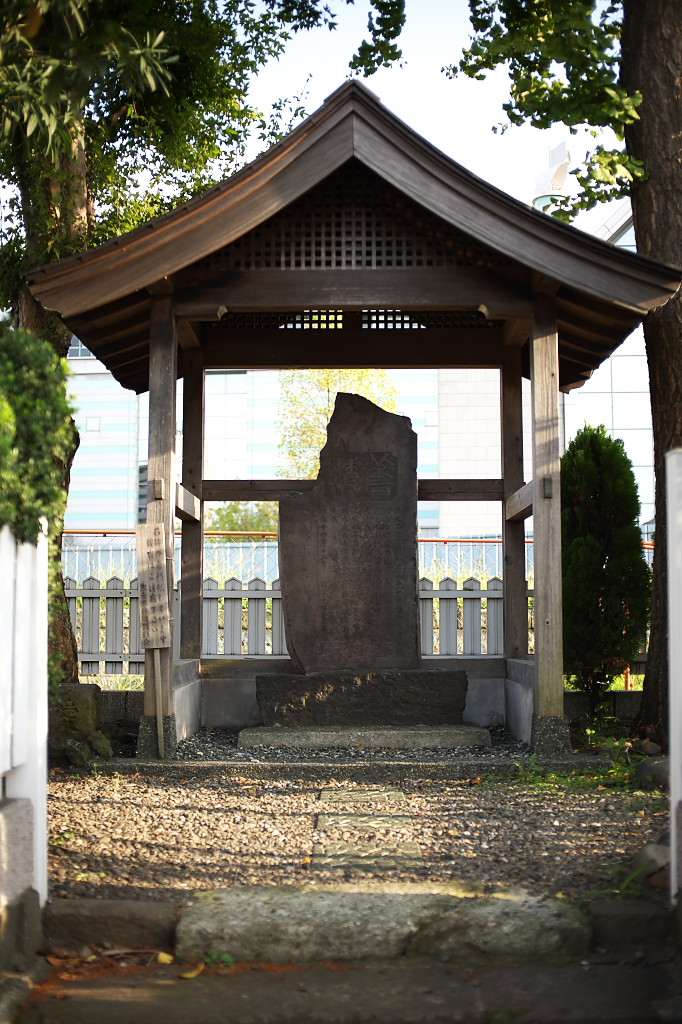
市登録地域文化財の一つ、生麦事件碑

## 概要
横浜市内の各地域における歴史的文化遺産について、地域住民が守ってきたもの、地域を知る上で必要なものを選定し、その保護・活用を図るため、横浜市登録地域文化財として登録することができる。「地域文化財」・「横浜市地域文化財」と呼ばれることもある。
（「横浜市指定文化財および地域文化財一覧」の項も参照）
1996年（平成8年）の文化財保護法改正により、従来の指定有形文化財制度に加えて、文化財「登録」制度が創設された。有形民俗文化財、記念物（史跡・名勝・天然記念物）についても、登録制度が導入された。（文化財保護法の規定上、「指定」と「登録」とは明確に区別されているため、ウェブサイトや観光案内書等で「登録有形文化財として指定されている」などと表記するのは誤りである。）
本市地域文化財も、この登録制度に近いものであるが、創設時期は国の登録文化財制度よりも古い1988年（昭和63年）である。指定文化財制度を補完し、指定文化財制度ほどの法的拘束力を与えず、地域住民の理解と協力により文化財を保護していくと言う「緩やかな保護」を目的とする制度である。
市内各区や地域の歴史愛好家や文化財の所有者からの要望を受け、各年度ごとに開かれる横浜市文化財保護審議会の審議を経て登録される。